# İntiqam Zairov

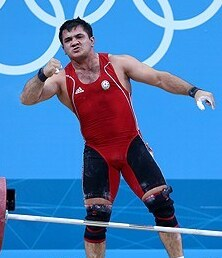
İntiqam Zairov, 2012

İntiqam Zairov (* 21. April 1985 in Baku) ist ein aserbaidschanischer Gewichtheber.
Er erreichte bei den Europameisterschaften 2008 den siebten Platz in der Klasse bis 85 kg und nahm an den Olympischen Spielen 2008 teil, bei denen er Neunter wurde. Jedoch wurde er 2016 nachträglich von den Olympischen Spielen 2008 disqualifiziert, nachdem bei Nachtests in einer Dopingprobe das Anabolikum Dehydrochlormethyltestosteron festgestellt worden war. 2009 gewann er bei den Europameisterschaften Gold im Reißen und Silber im Zweikampf. Bei den Weltmeisterschaften im selben Jahr erreichte er den fünften Platz. Bei den Weltmeisterschaften 2010 wurde er Siebter, nun in der Klasse bis 94 kg, und 2011 Neunter. 2012 nahm er an seinen zweiten Olympischen Spielen teil und erreichte den sechsten Platz. Bei den Europameisterschaften 2013  wurde er Erster. Allerdings war sein Dopingtest positiv und er wurde für zwei Jahre gesperrt. 2017 wurde außerdem bei einer nachträglichen Analyse festgestellt, dass Zairov bei den Olympischen Spielen 2012 gedopt war. Das IOC disqualifizierte ihn deshalb rückwirkend von den Olympischen Spielen 2012.